# DeWitt Clinton (Lokomotive)

Probefahrt der DeWitt Clinton am 24. September 1831 von Schenectady

Die DeWitt Clinton war 1831 die dritte von der West Point Foundry Association in New York für die Eisenbahngesellschaft Mohawk and Hudson Railroad (M&H) gebaute Dampflokomotive und die erste im Staate New York. Die am 17. April 1826 gegründete M&H änderte am 19. April 1847 ihren Namen in Albany and Schenectady Railroad und ging am 17. Mai 1853 in der New-York-Central-Railroad-Gesellschaft auf.
Die Passagiere saßen in fünf Postkutschen, die auf Eisenbahn-Fahrgestelle gesetzt worden waren. Mit diesen fünf gelben Personenwagen konnte die DeWitt Clinton, befeuert von Anthrazitkohle, 50 km/h auf ebener Strecke erreichen. Der DeWitt-Clinton-Zug benötigte damals für die am 24. September 1831 eröffnete Stammstrecke von Albany (New York) nach Schenectady 46 Minuten. Sie trug den Namen des ehemaligen Gouverneurs des Staates New York DeWitt Clinton. Mit dieser ersten fahrplanmäßigen Zugverbindung wurde in den USA das Zeitalter der Lokomotive endgültig eingeläutet.
Seit 1891 ist das zur Smithsonian Institution gehörende National Museum of American History im Besitz eines Rades der DeWitt Clinton das mit dem Satz „First Trip, August 9th 1831“ (Jungfernfahrt, 9. August 1831) beschriftet ist.
Während der New Yorker Weltausstellung 1939 und auf der Chicagoer Eisenbahnmesse 1949 wurde ein fahrtüchtiger Nachbau der DeWitt Clinton gezeigt. Dieses Fahrzeug befindet sich heute im Henry Ford Museum in Detroit.
Am 24. September 1956 erschien in den USA anlässlich des 125. Jahrestages der ersten DeWitt-Clinton-Fahrt ein Ersttagsbrief.